# أكي هوشينو
أكي هوشينو (باليابانية: ほしのあき) هي عارضة وتارينتو وممثلة يابانية، ولدت في 14 مارس 1977 في طوكيو في اليابان.

## وصلات خارجية
- الموقع الرسمي
- أكي هوشينو على موقع IMDb (الإنجليزية)
- أكي هوشينو على موقع قاعدة بيانات الفيلم (الإنجليزية)